# 외대수

외대수의 1차 · 2차 · 3차 원소는 기하학적으로 각각 방향을 갖춘 선분 · 평행사변형 · 평행육면체로 해석할 수 있다. 외대수 원소의 노름은 평행육면체의 부피와 같다.

추상대수학과 미분기하학에서 외대수(外代數, 영어: exterior algebra) 또는 그라스만 대수(Graßmann代數, 영어: Grassmann algebra)는 어떤 주어진 벡터 공간에 대하여, 그 벡터들의 완전 반대칭 조합들로 구성된 벡터 공간 및 그 위에 정의된 이항 연산으로 구성되는 단위 결합 대수이자 호프 대수이다. 기하학적으로, 이는 부호수를 갖는 넓이 또는 부피를 나타낸다.

## 정의
가환환 {\displaystyle K} 위의 가군 {\displaystyle V}가 주어졌다고 하자. 그렇다면, 그 텐서 대수
{\displaystyle T(V)=\bigoplus _{n=0}^{\infty }T^{n}(V)=\bigoplus _{n=0}^{\infty }\overbrace {V\otimes _{K}V\otimes _{K}\cdots \otimes _{K}V} ^{n}}
를 정의할 수 있다. 이 위에는 겹선형 이항 연산
{\displaystyle \otimes \colon T^{m}(V)\otimes _{K}T^{n}(V)\to T^{m+n}(V)}
{\displaystyle (u_{1}\otimes u_{2}\otimes \cdots u_{m})\otimes (v_{1}\otimes v_{2}\otimes \cdots v_{n})=u_{1}\otimes u_{2}\otimes \cdots u_{m}\otimes v_{1}\otimes v_{2}\otimes \cdots v_{n})}
이 정의되어 있으며, 이에 따라 {\displaystyle T(V)}는 이는 {\displaystyle K} 위의 자연수 등급을 갖는 등급 단위 결합 대수를 이룬다.
{\displaystyle T(V)}의 다음과 같은 아이디얼을 생각하자.
{\displaystyle I=(\{v\otimes v\colon v\in V\})=\operatorname {Span} \{v_{1}\otimes v_{2}\otimes \cdots v_{n}\colon \exists i,j\colon v_{i}=v_{j}\}}
그렇다면, 이 아이디얼에 대하여 몫대수를 취할 수 있으며, 이를 외대수
{\displaystyle \bigwedge (V)=T(V)/I}
{\displaystyle \bigwedge (V)=\bigoplus _{n=0}^{\infty }\bigwedge ^{n}(V)}
라고 한다. 아이디얼에 대하여 몫을 취했으므로, 이 역시 {\displaystyle K} 위의 단위 결합 대수이다. 외대수에서의 이항 연산은 통상적으로
{\displaystyle \wedge \colon \bigwedge ^{m}V\otimes \bigwedge ^{n}V\to \bigwedge ^{m+n}V}
{\displaystyle \alpha \wedge \beta =\alpha \otimes \beta {\pmod {I}}}
로 쓰며, 쐐기곱(영어: wedge product) 또는 외적(外積, 영어: exterior product)이라고 한다.
외대수의 {\displaystyle n}차 원소 {\displaystyle a\in \bigwedge ^{n}V}는 {\displaystyle n}-블레이드(영어: {\displaystyle n}-blade) 또는 {\displaystyle n}-벡터(영어: {\displaystyle n}-vector) 또는 {\displaystyle n}-다중벡터(영어: {\displaystyle n}-multivector) 따위로 불린다.

## 성질
체 {\displaystyle K} 위의 벡터 공간 {\displaystyle V} 위의 외대수 {\displaystyle \bigwedge (V)}는 {\displaystyle K} 위의 단위 결합 대수이며, 자연수 등급을 갖는 등급 대수이다. 또한, 이항 연산은 등급 가환 법칙을 따른다. 즉, 임의의
{\displaystyle a\in \bigwedge ^{m}V}
{\displaystyle b\in \bigwedge ^{n}V}
에 대하여,
{\displaystyle a\wedge b=(-1)^{mn}b\wedge a}
{\displaystyle \deg(a\wedge b)=m+n}
이다. 보다 일반적으로, 임의의
{\displaystyle a_{i}\in \bigwedge ^{n_{i}}V\qquad (i=1,2,\dots ,k)}
및 순열
{\displaystyle \sigma \in \operatorname {Sym} (k)}
에 대하여,
{\displaystyle a_{\sigma (1)}\wedge a_{\sigma (2)}\wedge \cdots \wedge a_{\sigma (k)}=(-1)^{\sigma }a_{1}\wedge a_{2}\wedge \cdots a_{k}}
이다. (이는 {\displaystyle K}의 표수가 2가 아니라면 쐐기곱의 등급 가환성과 동치이지만, 표수가 2일 경우에는 자명하지 않다.)
만약 {\displaystyle V}가 유한 차원 벡터 공간이며 {\displaystyle \dim _{K}V=d}라면,
{\displaystyle \dim _{K}\bigwedge ^{n}(V)={\binom {d}{n}}}
{\displaystyle \dim _{K}\bigwedge (V)=\sum _{n=0}^{d}{\binom {d}{n}}=2^{d}}
이다. 즉, {\displaystyle \bigwedge (V)}의 (자명하지 않은) 등급은 {\displaystyle 0,1,\dots ,d}가 된다.
같은 체 위의 임의의 두 벡터 공간 {\displaystyle V}, {\displaystyle W}에 대하여, 다음과 같은 표준적인 동형이 존재한다.
{\displaystyle \bigwedge (V\oplus W)\cong \bigwedge V\otimes \bigwedge W}
{\displaystyle \bigwedge ^{n}(V\oplus W)\cong \sum _{p+q=n}\bigwedge ^{p}V\otimes \bigwedge ^{q}W}

### 함자성
외대수는 벡터 공간의 범주 {\displaystyle K{\text{-Vect}}}에서, {\displaystyle K} 위의 단위 결합 대수의 범주 {\displaystyle K{\text{-uAssoc}}}로 가는 함자를 정의한다. 구체적으로, 선형 변환
{\displaystyle T\colon V\to W}
에 대응하는 외대수 준동형은 다음과 같다.
{\displaystyle \bigwedge T\colon \bigwedge V\to \bigwedge W}
{\displaystyle \bigwedge T\colon v_{1}\wedge \cdots \wedge v_{n}\mapsto T(v_{1})\wedge \cdots \wedge T(v_{n})}
또한, 외대수 함자는 왼쪽 완전 함자이다. 즉, 벡터 공간의 아벨 범주에서의 짧은 완전열
{\displaystyle 0\to U\to V\to W\to 0}
이 주어졌을 때,
{\displaystyle 0\to \bigwedge U\to \bigwedge V}
는 완전열이다. 또한,
{\displaystyle 0\to \bigwedge ^{1}U\wedge \bigwedge V\to \bigwedge V\to \bigwedge W\to 0}
역시 완전열이다.

### 호프 대수 구조
외대수는 단위 결합 대수의 구조뿐만 아니라, 호프 대수의 구조를 갖는다. 이 경우, 쌍대곱(영어: coproduct)은 다음과 같다.
{\displaystyle \Delta \colon \bigwedge ^{n}V\to \bigwedge ^{n}V\otimes \bigwedge ^{n}V}
{\displaystyle \Delta (v_{1}\wedge \dots \wedge v_{n})=\sum _{p=0}^{n}\sum _{\sigma \in \operatorname {Sh} (p,n-p)}(-1)^{\sigma }(v_{\sigma (1)}\wedge \dots \wedge v_{\sigma (p)})\otimes (v_{\sigma (p+1)}\wedge \dots \wedge v_{\sigma (k)})}
여기서 {\displaystyle \operatorname {Sh} (p,k-p)\subset \operatorname {Sym} (n)}은 {\displaystyle (p,n-p)}-셔플 순열의 집합이다.
쌍대단위원(영어: counit)은
{\displaystyle \epsilon \colon \bigwedge ^{n}V\to K}
{\displaystyle \epsilon \colon v\mapsto {\begin{cases}0&v\in \bigwedge ^{n}V,\qquad n>0\\v&v\in \bigwedge ^{0}V\cong K\end{cases}}}
이다. 앤티포드(영어: antipode)는
{\displaystyle S\colon \bigwedge ^{n}V\to \bigwedge ^{n}V}
{\displaystyle S\colon v\mapsto (-)^{\deg v}v}
이다. (모든 연산들은 혼합 등급을 갖는 원소에 대하여 선형으로 정의된다.)

### 내적과 호지 쌍대
{\displaystyle V}가 실수체 위의 유한 차원 내적 공간이라고 하자. 그렇다면 {\displaystyle \bigwedge V} 위에도 자연스러운 내적이 존재하며, 다음과 같다. 임의의
{\displaystyle a=u_{1}\wedge u_{2}\wedge \cdots \wedge u_{m}\in \bigwedge ^{m}V}
{\displaystyle b=v_{1}\wedge v_{2}\wedge \cdots \wedge v_{n}\in \bigwedge ^{n}V}
에 대하여,
{\displaystyle \langle a,b\rangle ={\begin{cases}\det(\langle a_{i},b_{j}\rangle )_{ij}&m=n\\0&m\neq n\end{cases}}}
이다.
{\displaystyle V}에 추가로 방향이 주어졌다고 하자. 즉, 정규 직교 기저의 순서 {\displaystyle (\mathbf {e} _{1},\dots ,\mathbf {e} _{d})}가 주어졌다고 하자. 그렇다면, {\displaystyle \bigwedge V} 위에는 다음과 같은 호지 쌍대를 정의할 수 있다.
{\displaystyle *\colon \bigwedge ^{m}V\to \bigwedge ^{d-m}V}
{\displaystyle *\colon \mathbf {e} _{1}\wedge \cdots \wedge \mathbf {e} _{m}\mapsto \mathbf {e} _{m+1}\wedge \cdots \wedge \mathbf {e} _{d}}

## 기하학적 해석

두 변의 좌표로 만든 행렬의 행렬식의 관점에서 평행사변형의 넓이

{\displaystyle V}가 실수체 위의 벡터 공간이라고 하자. 그렇다면 {\displaystyle \bigwedge ^{n}V}의 원소는 부호를 갖는 {\displaystyle n}차원 초부피로 해석할 수 있다. 구체적으로,  일차 독립 벡터들의 열
{\displaystyle v_{1},v_{2},\dots ,v_{n}\in V}
이 주어졌을 때
{\displaystyle v_{1}\wedge v_{2}\wedge \cdots \wedge v_{n}\in \bigwedge ^{n}V}
는 {\displaystyle \{v_{i}\}_{i=1,\dots ,n}}을 변으로 하는 평행체(영어: parallelepiped)를 나타낸다. {\displaystyle V}가 내적을 가졌을 때, 내적으로 주어지는 노름
{\displaystyle \|v_{1}\wedge v_{2}\wedge \cdots \wedge v_{n}\in \bigwedge ^{n}V\|}
은 이 평행체의 초부피와 같다.
예를 들어, {\displaystyle n=1}일 경우 {\displaystyle \bigwedge ^{1}V\cong V}는 {\displaystyle V} 속의 방향을 가리키며, 그 내적은 벡터의 길이와 같다. {\displaystyle n=2}일 경우 {\displaystyle u\wedge v}는 {\displaystyle u}와 {\displaystyle v}를 변으로 하는 평행사변형을 나타내며, 노름을 취하면 평행사변형의 넓이를 얻는다.

## 3차원 벡터와의 관계

쐐기곱 (연보라색 평행사변형)과 관련지어 나타낸 벡터곱 (파란색 벡터). 평행한 단위 벡터 (빨간색)의 길이에 대한 벡터곱의 길이는 기준 평행사변형 (연한 빨간색)의 넓이에 대한 쐐기곱의 넓이가 된다.

3차원 유클리드 공간 {\displaystyle \mathbb {R} ^{3}}에서의 외대수를 생각하자. 이 경우,
{\displaystyle \bigwedge ^{0}\mathbb {R} ^{3}\cong \mathbb {R} }
{\displaystyle \bigwedge ^{1}\mathbb {R} ^{3}\cong \mathbb {R} ^{3}}
{\displaystyle \bigwedge ^{2}\mathbb {R} ^{3}\cong \mathbb {R} ^{3}}
{\displaystyle \bigwedge ^{3}\mathbb {R} ^{3}\cong \mathbb {R} }
이므로, 호지 쌍대에 따라 외대수의 1차 및 2차 원소를 둘 다 3차원 벡터로 여길 수 있다.
이 경우, 외대수의 쐐기곱을 벡터의 벡터곱으로 다음과 같이 나타낼 수 있다.
{\displaystyle \mathbf {u} \times \mathbf {v} =*(\mathbf {u} \wedge \mathbf {v} )\qquad (u,v\in \mathbb {R} ^{3})}
즉, 3차원 벡터의 벡터곱은 쐐기곱의 특수한 경우이다. 그러나 3차원이 아닌 다른 차원에서는 {\displaystyle \dim \bigwedge ^{1}V\neq \dim \bigwedge ^{2}V}이므로, 두 벡터의 곱을 벡터로 여길 수 없다.
마찬가지로, 3차원 벡터의 삼중곱은 다음과 같이 쐐기곱으로 나타낼 수 있다.
{\displaystyle \mathbf {u} \cdot \mathbf {v} \times \mathbf {w} =*(\mathbf {u} \wedge \mathbf {v} \wedge \mathbf {w} )}

## 역사
헤르만 그라스만이 1844년에 《선형 확장 이론: 수학의 새 분야》(독일어: Die Lineale Ausdehnungslehre, ein neuer Zweig der Mathematik)에서 도입하였다. 그라스만은 자신의 이론을 "확장 이론"(독일어: Ausdehnungslehre)이라고 불렀다. 이후 그라스만의 이론은 오랫동안 잊혀져 있다가, 1888년에 주세페 페아노가 그의 이론을 재발견하였고 재조명하였다. 이후, 앙리 푸앵카레 · 엘리 카르탕 · 가스통 다르부 등에 의해, 미분 형식의 형태로 현대 미분기하학의 핵심적인 위치를 차지하게 되었다.

## 응용
미분기하학에서는 접다발의 각 올인 접공간에 각각 외대수를 취하여 얻는 벡터 다발의 단면을 미분 형식이라고 한다. 미분 형식은 현대 미분기하학에서 핵심적인 위치를 차지한다.
물리학에서, 외대수는 페르미온 값을 갖는 장들을 나타내기 위하여 쓰인다. 이들은 반가환수의 값을 갖는데, 반가환수는 외대수의 원소로 정의할 수 있다. 또한, 초대칭 이론의 경우 초장들은 초다양체 위에 정의되는데, 이는 국소적으로 외대수를 갖춘 유클리드 공간 매끄러운 함수환과 동형인 층을 갖춘 위상 공간이다.

## 같이 보기
- 클리퍼드 대수
- 리 대수
- 미분 형식
- 호지 쌍대
- 코쥘 복합체